# Oldřich Blažek (pedagog)
Oldřich Blažek (10. listopadu 1903 Vavřinec – 16. listopadu 1942 Věznice Plötzensee) byl český levicový pedagog a odbojář z období druhé světové války popravený nacisty.

## Život
Oldřich Blažek se narodil 10. listopadu 1903 ve Vavřinci v okrese Blansko v rodině drobného živnostníka. Absolvoval učitelský ústav Brně a postupně působil na postu odborného učitele v Březové nad Svitavou (1922), Miroslavi (1925), Kunštátu (1926), Svitávce (1927), Knínicích (1929) a Rájci (1933).
V červnu 1922 nastoupil jako učitel v Březové nad Svitavou.Založil oddíl skautů - spartakovců při FDTJ a pro aktivní činnost v dělnické tělovýchově byl v Březové nad Svitavou zvolen náčelníkem FDTJ. Založil pěvecký kroužek. V roce 1923 nastoupil vojenskou službu. V roce 1936 odjel se skupinou pedagogů do SSSR. 
Nad rámec svého povolání byl aktivní v učitelských a dělnických spolcích, byl členem Československé obce učitelské, Levé fronty a předsedou Odboru mladých při Sdružení učitelstva měšťanských škol, pořádal letní tábory a učitelské konference, spolupracoval při organizaci zájezdů do Sovětského svazu a Francie, přispíval do odborných periodik, od roku 1938 byl vedoucím redaktorem časopisu Index. Od roku 1922 byl členem Komunistické strany Československa.
Po německé okupaci v roce 1939 vstoupil do protinacistického odboje, ve kterém mj. spolupracoval s Bedřichem Václavkem. Byl členem Obrany národa a komunistických odbojových struktur. Již 20. listopadu 1939 byl v Rájci gestapem zatčen. Postupně byl věznen v brněnských Kounicových kolejích, Špilberku, Vratislavi, Mírově a berlínské věznici Moabit. Dne 24. července 1942 byl odsouzen k smrti pro velezradu a ve věznici Plötzensee 16. listopadu téhož roku popraven.

## Rodina
Oldřich Blažek se oženil s Marií Horáčkovou v roce 1926 v době působení na kunštátské škole. V roce 1930 se manželům narodil syn Vladimír, budoucí pedagog Filosofické fakulty Masarykovy univerzity, publicista, spisovatel a po roce 1968 emigrant, a též dcera Věra.

## Posmrtná ocenění
- V roce 1945 byl Oldřichu Blažkovi in memoriam udělen Československý válečný kříž 1939
- V roce 1947 byl Oldřich Blažek in memoriam jmenován Vrchním školním radou
- V roce 1949 byl Oldřichu Blažkovi in memoriam udělen Československý vojenský řád Za svobodu I. stupně
- Před základní školou v Rájci nesoucí mezi lety 1964 a 1989 jeho jméno byl Oldřichu Blažkovi odhalen pomník.[2]
- Na rodném domě Oldřicha Blažka ve Vavřinci byla odhalena jeho pamětní deska
- V brněnské čtvrti Lesná je po Oldřichu Blažkovi pojmenována jedna z ulic